# Canton de Vertus
Le canton de Vertus est un ancien canton français situé dans le département de la Marne et la région Grand Est.

## Géographie
Ce canton était organisé autour de Vertus dans l'arrondissement de Châlons-en-Champagne. 

## Représentation

### Conseillers généraux de 1833 à 2015
| Période | Période      | Identité                                        | Étiquette     | Qualité |
| ------- | ------------ | ----------------------------------------------- | ------------- | --- |
| 1833    | 1838         | Comte Charles Louis Joseph Olivier de Guéheneuc | Centre gauche | Maréchal-de-camp Propriétaire à Étoges |
| 1838    | 1842         | Florimont Dardoize (1805-1873)                  |               | Maire de Vertus, conseiller d'arrondissement |
| 1842    | 1848         | Joseph Frédéric Chaubry, Baron de Troncenord    |               | Conseiller à la Cour royale de Paris Propriétaire à Congy                                                                                       |
| 1848    | 1871         | Florimont Dardoize                              |               | Propriétaire, maire de Vertus |
| 1871    | 1893 (décès) | Paul Goerg                                      | Républicain   | Propriétaire Maire de Vertus |
| 1893    | 1895         | Julien Boban-Goerg (gendre du précédent)        | Républicain   | Propriétaire à Vertus |
| 1895    | 1901         | Cléophace Bonnet                                | Rad.          | Docteur en médecine Maire de Vertus (1893-1904)                                                                                                 |
| 1901    | 1937         | Louis Lenoir                                    | Rad.          | Vétérinaire Maire de Vertus, conseiller d'arrondissement                                                                                        |
| 1937    | 1940         | Henri Deverdun (1876-1954)                      | Rad.          | Viticulteur Maire de Vertus, ancien conseiller d'arrondissement Nommé conseiller départemental en 1943                                          |
|         |              |                                                 |               | |
| 1943    | 1945         | Maurice-René Doyard                             |               | Viticulteur, secrétaire général du syndicat des viticulteurs de Champagne Conseiller municipal de Vertus Nommé conseiller départemental en 1943 |
|         |              |                                                 |               | |
| 1945    | 1958         | Léon Huet                                       | Rad.          | Cultivateur Maire de Vélye, ancien conseiller d'arrondissement                                                                                  |
| 1958    | 1982         | Paul Gérard                                     | Rad. puis DVD | Chef d'entreprise Maire de Vertus |
| 1982    | 1996 (décès) | Robert Ravillon                                 | RPR           | Chef d'entreprise Maire de Vert-Toulon |
| 1996    | 2015         | Pascal Perrot                                   | RPR puis UMP  | Viticulteur Maire de Vertus Vice-Président du Conseil Général Suppléant du député Charles de Courson (2002-2007)                                |

### Conseillers d'arrondissement (de 1833 à 1940)
Le canton de Vertus avait deux conseillers d'arrondissement jusqu'en 1926.
| Période                                  | Période      | Identité                                       | Étiquette | Qualité |
| ---------------------------------------- | ------------ | ---------------------------------------------- | --------- | --- |
| 1833                                     | 1848         | Frédéric Eléonor Bonnot père                   |           | Propriétaire, maire de Vert-la-Gravelle                                                                     |
| 1833                                     | 1836         | Louis Alexis Millé (1782-1859)                 |           | Maitre de poste à Chaintrix                                                                                 |
| 1836                                     | 1838         | Florimond Joseph Dardoise (1805-1873)          |           | Maire de Vertus                                                                                             |
| 1838                                     | 1848         | Alexandre Eugène, Comte de Lantage (1794-1852) |           | Propriétaire à Aulnay-aux-Planches                                                                          |
|                                          |              |                                                |           | |
| 1852                                     |              | Jean Charles Varin (1816-1903)                 |           | Notaire à Vertus                                                                                            |
|                                          |              |                                                |           | |
| 1889                                     | 1895         | Cléophace Bonnet                               |           | Docteur en médecine à Vertus                                                                                |
| 1889                                     | 1895         | M. Aubert                                      |           | |
| 1895                                     | 1901         | Louis Lenoir                                   | Rad.      | Vétérinaire, maire de Vertus, Président du Conseil d'arrondissement                                         |
| 1895                                     | 1922         | Adsidalis Odile François (1844-1929)           | Rad.      | Rentier, maire de Bergères-lès-Vertus                                                                       |
| 1901                                     | 1922         | François-Ernest Janin                          | Rad.      | Médecin, adjoint au maire de Vertus                                                                         |
| 1922                                     | 1940         | Henri Deverdun                                 | Rad.      | Viticulteur, maire de Vertus                                                                                |
| 1922                                     | 1926         | Prudent-Aristide Maillard-Godel                | Rad.      | Viticulteur agriculteur à Vertus                                                                            |
| 1926                                     | 1932 (décès) | Michel Maillard                                | Rad.      | Viticulteur agriculteur à Vertus                                                                            |
| Août 1932                                | 1940         | Léon Huet                                      | Rad.      | Viticulteur à Vélye                                                                                         |
| 1940                                     |              |                                                |           | Les conseils d'arrondissement ont été suspendus par la loi du 12 octobre 1940 et n'ont jamais été réactivés |
| Les données manquantes sont à compléter. |              |                                                |           | |

## Composition
Le canton de Vertus regroupait 22 communes et comptait 6 442 habitants (recensement de 1999 sans doubles comptes).
| Communes                       | Population (2012) | Code postal | Code Insee |
| ------------------------------ | ----------------- | ----------- | ---------- |
| Bergères-lès-Vertus            | 540               | 51130       | 51049      |
| Chaintrix-Bierges              | 227               | 51130       | 51107      |
| Clamanges                      | 188               | 51130       | 51154      |
| Val-des-Marais                 | 490               | 51130       | 51158      |
| Écury-le-Repos                 | 81                | 51230       | 51226      |
| Étréchy                        | 117               | 51130       | 51239      |
| Germinon                       | 111               | 51130       | 51268      |
| Givry-lès-Loisy                | 84                | 51130       | 51273      |
| Loisy-en-Brie                  | 187               | 51130       | 51327      |
| Pierre-Morains                 | 103               | 51130       | 51430      |
| Pocancy                        | 178               | 51130       | 51435      |
| Rouffy                         | 94                | 51130       | 51469      |
| Saint-Mard-lès-Rouffy          | 91                | 51130       | 51499      |
| Soulières                      | 128               | 51130       | 51558      |
| Trécon                         | 69                | 51130       | 51578      |
| Vélye                          | 76                | 51130       | 51603      |
| Vert-Toulon                    | 307               | 51130       | 51611      |
| Vertus                         | 2 513             | 51130       | 51612      |
| Villeneuve-Renneville-Chevigny | 297               | 51130       | 51627      |
| Villeseneux                    | 126               | 51130       | 51638      |
| Voipreux                       | 181               | 51130       | 51651      |
| Vouzy                          | 254               | 51130       | 51655      |

## Démographie
| 1962  | 1968  | 1975  | 1982  | 1990  | 1999  | 2009 |
| ----- | ----- | ----- | ----- | ----- | ----- | ---- |
| 6 149 | 6 539 | 6 666 | 6 684 | 6 422 | 6 442 | -    |